# Cucurbita foetidissima
Cucurbita foetidissima es una planta tuberosa y una verdadera planta xerófila que se encuentra en el suroeste de Estados Unidos y noroeste de México. 

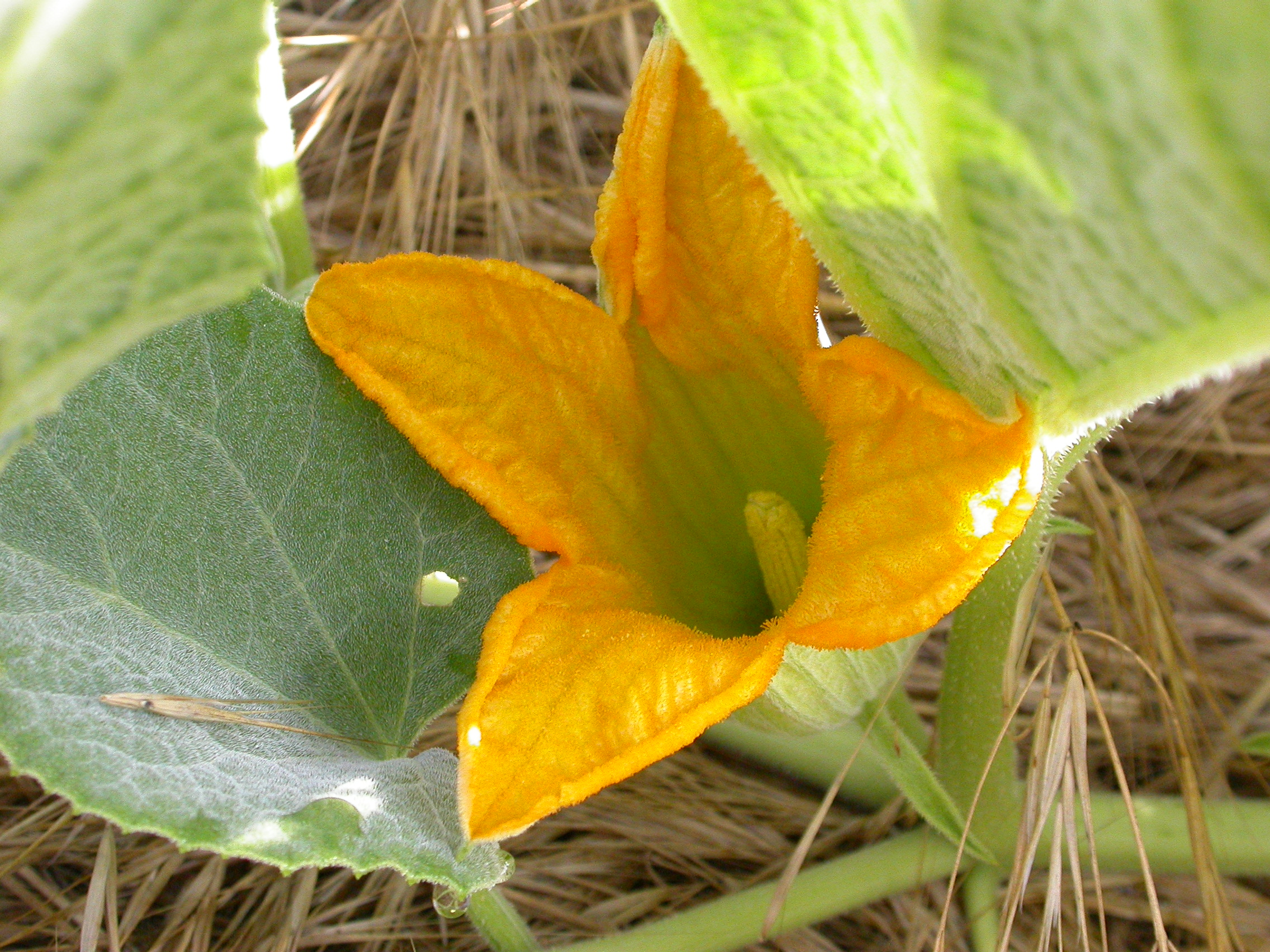
Flores masculinas

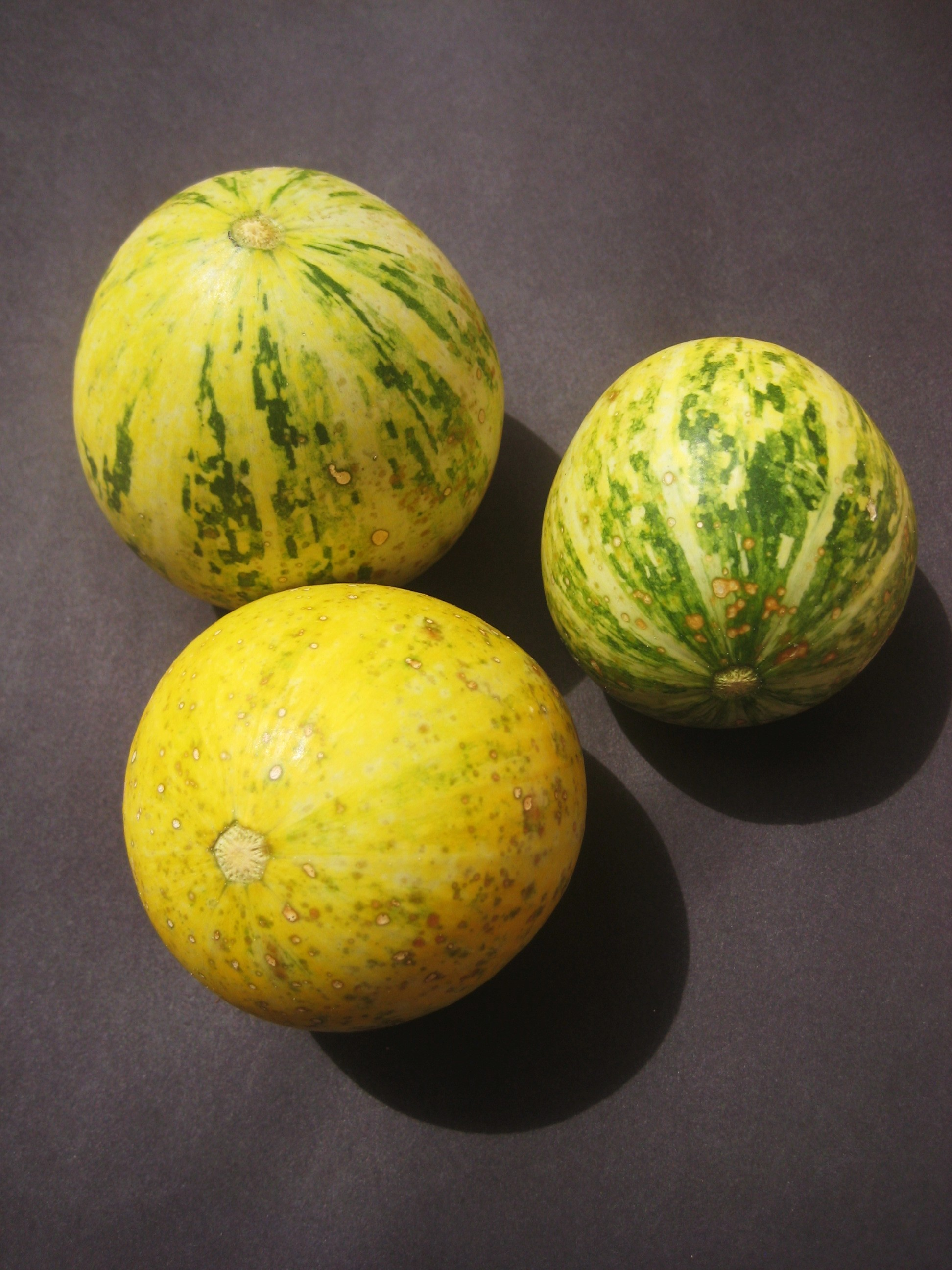
Fruto maduro

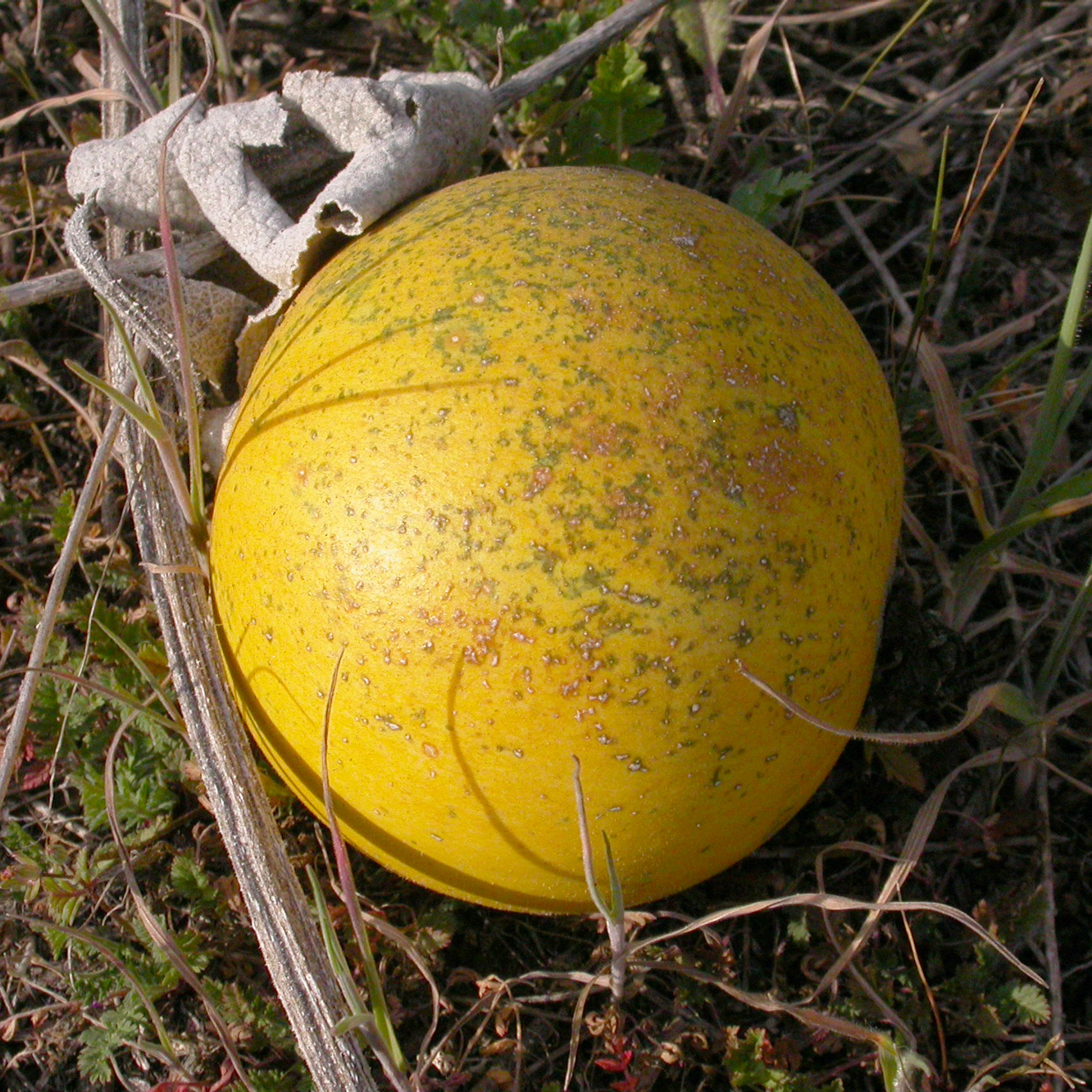
Fruto maduro

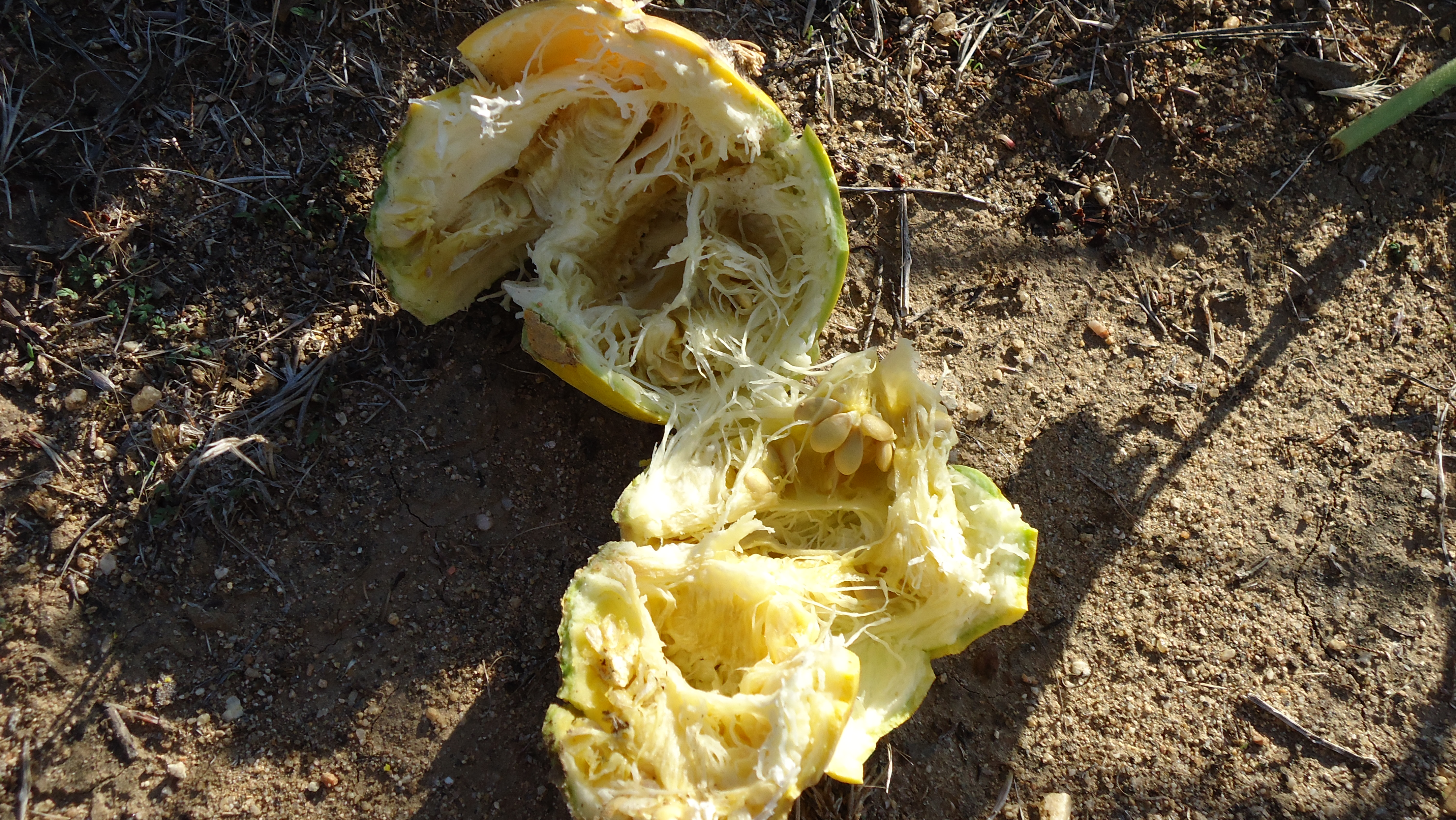
Pulpa (Newport Beach Back Bay, California).

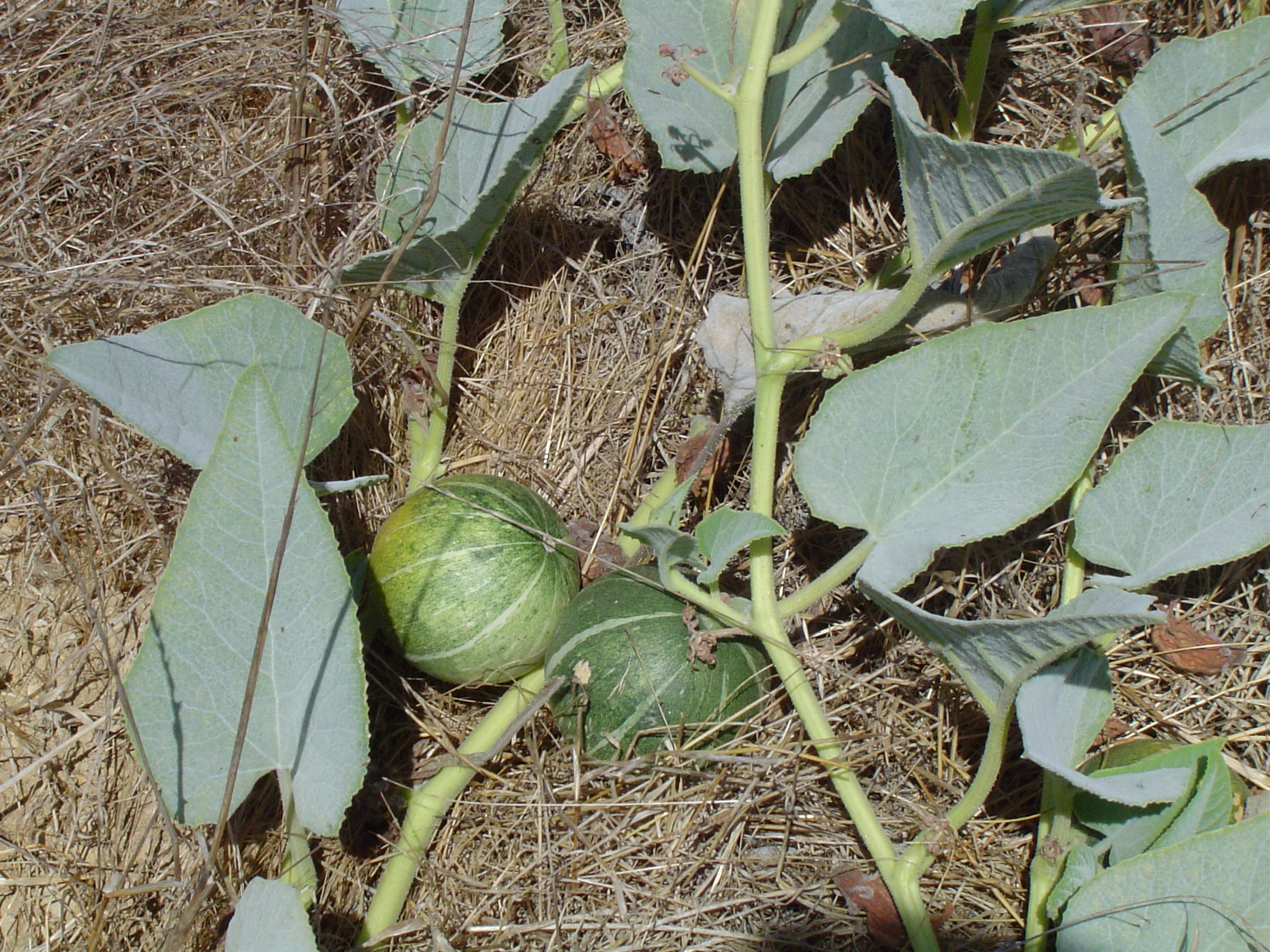
en Puente Hills.

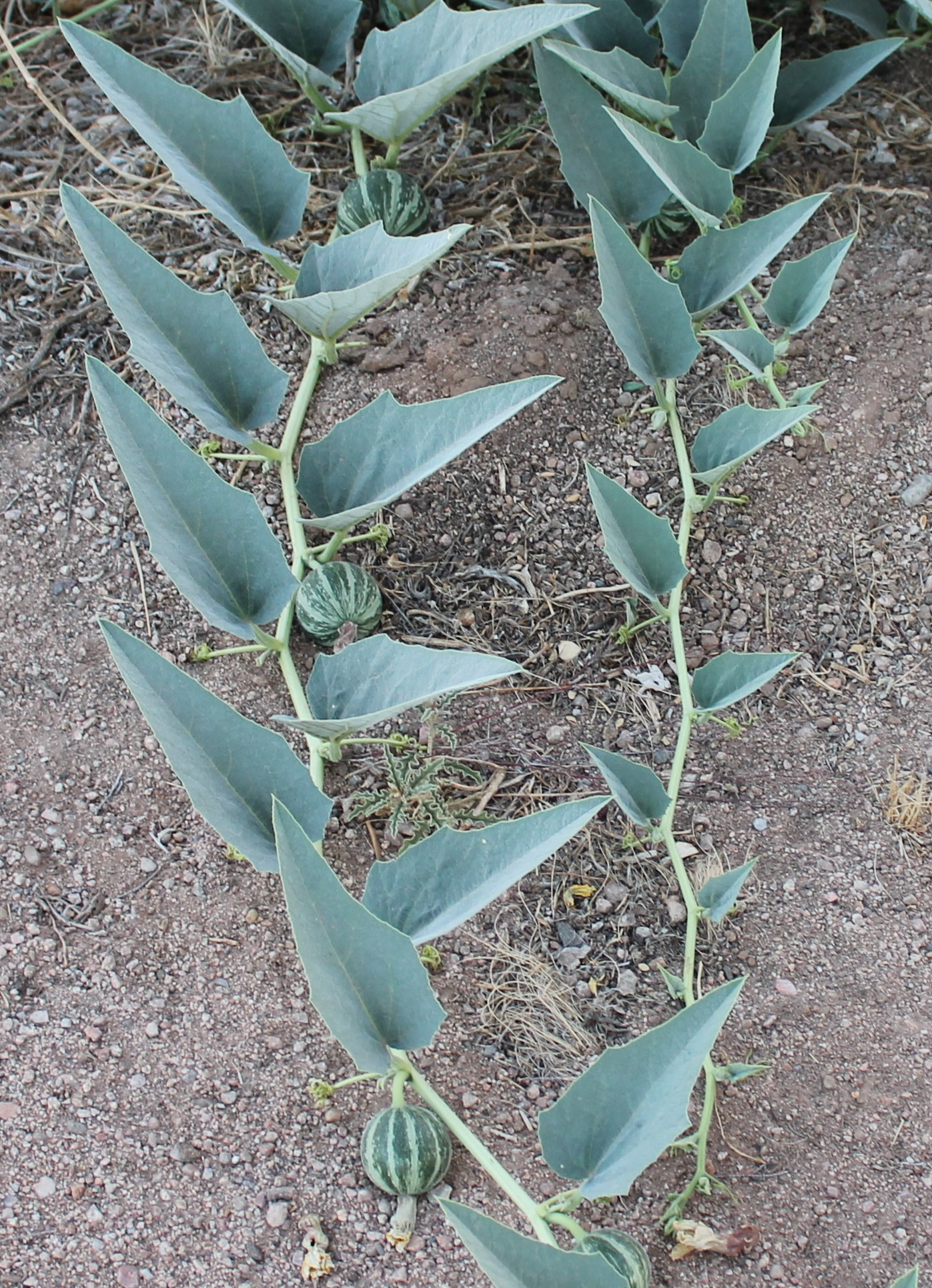
en Albuquerque, Nuevo México.

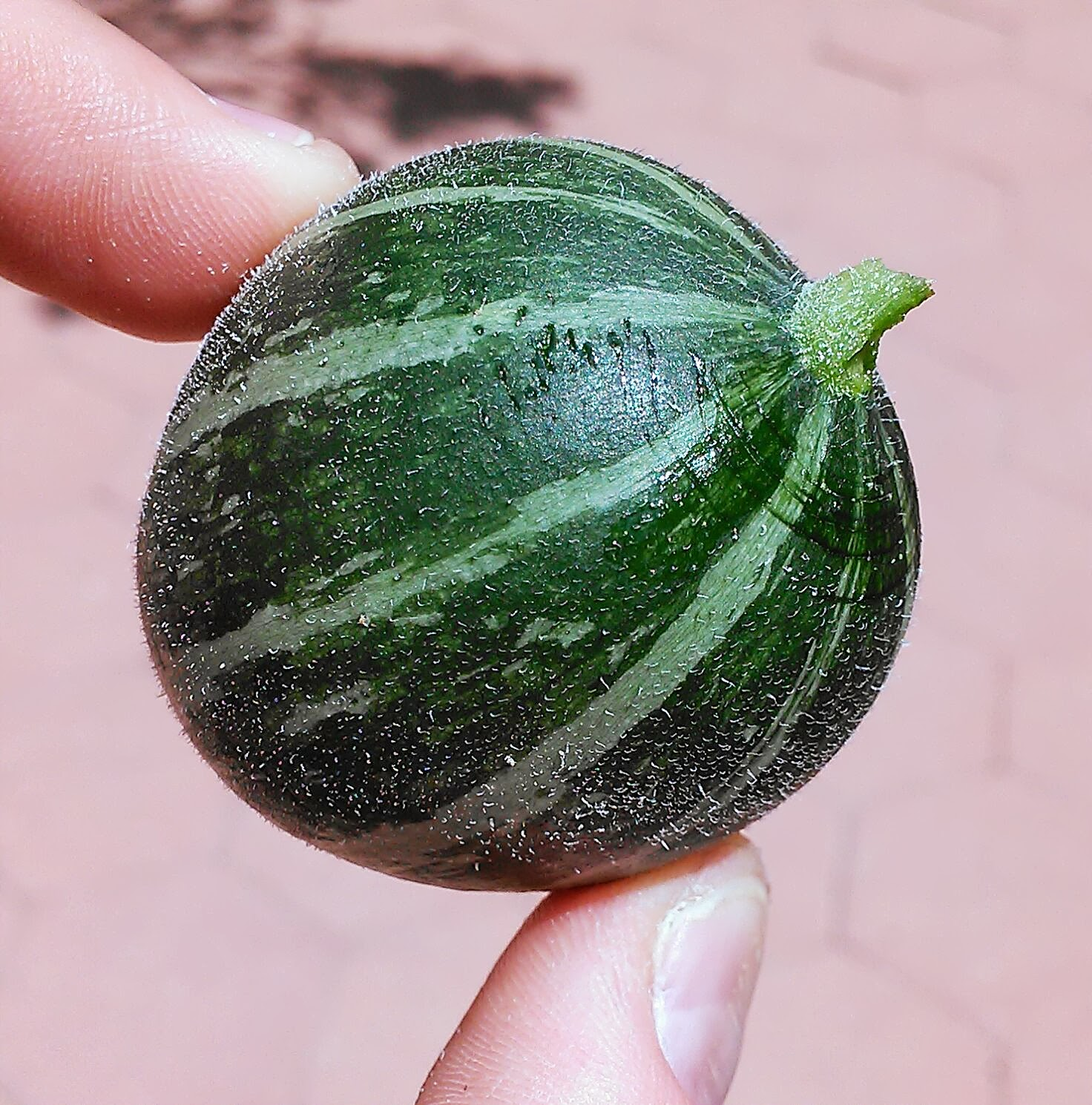
en Albuquerque, Nuevo México.

## Descripción
Planta rastrera, de tallos que llegan hasta 6 m de largo, tiene un olor desagradable. Las hojas son triangulares de color verde-grisáceo, gruesas y ásperas. Sus flores son amarillas y miden 10 cm de largo. Los frutos son globosos, verdes con rayas amarillentas, pulpa fibrosa con muchas semillas comprimidas.

## Distribución y hábitat
Planta originaria de México. Habita en climas seco, semiseco y templado, a una altitud de 1900 y los 2300 m s. n. m.; crece a orillas de caminos, asociada a vegetación perturbada de matorral xerófilo y bosque de Quercus.

## Usos
Cucurbita foetidissima tiene el potencial de ser un cultivo adaptado a tierras semiáridas a áridas, con la producción de alimentos adicionales críticamente necesarios para alimentar a la población mundial.
- Calabaza fresca: el fruto joven fresco se puede comer como una calabaza. Cuando está maduro no es comestible debido a sus compuestos amargos.
- Aceite: El contenido de aceite extraíble de las semillas enteras se extiende desde 24,3%[3] a 50%.[4] El ácido linoleico, un ácido graso poliinsaturado esencial, comprende del 38% a 65% del aceite.[3] Una caracterización de los aceites de calabaza búfalo indica que este aceite es similar a otros aceites comestibles comunes.[3] A characterization of the oils from buffalo gourd indicates that this oil is similar to other common edible oils.[5]
- Proteínas: las semillas de calabaza integrales contienen proteína bruta de aproximadamente el 31%. Esta proteína es utilizable para el consumo humano y para piensos.
- Almidón: Se encuentra principalmente en la raíz principal que consiguen formó después del primer año de crecimiento. El contenido de almidón en la raíz seca es de entre 47,5%[6] y el 56%.[3]
- Forraje: Hojas frescas o las plantas enteras se pueden utilizar como alimento animal.
- Biocombustibles: el biodiésel puede ser producido a partir del aceite de las semillas[7] Pero el interés principal para producir combustibles renovables es producir biocombustible con los hidratos de carbono que se encuentran en la raíz principal.
- Otros usos: En muchas culturas americanas nativas, la fruta y otras partes de la planta, el aceite se utilizó para hacer jabón.[8] Además, la proteína puede ser utilizado para fines industriales (pinturas al agua, revestimiento de papel, adhesivos y textiles de tamaño).[3][9] El pueblo Zuñi utiliza una cataplasma de semillas en polvo, flores y saliva para hinchazones.[10]

## Propiedades
En Aguascalientes el fruto machacado se aplica para quitar granos del cuerpo y el paño (manchas oscuras en la cara). En Durango, en caso de inflamación se utiliza la raíz rallada y hervida, con esto se aplican fomentos, lo más caliente posible. Además, se emplea en tumores locales de las mujeres.
Historia
En el siglo XVI, Francisco Hernández de Toledo relata: las hojas son amargas y se dice que alivian, introducidas, el dolor de los riñones si proviene de frío o de cálculos. A inicios del siglo XVIII, Juan de Esteyneffer las utilizaba frescas, contra el dolor de cabeza, la solitaria, ardor de orina y destemplanza del hígado, para el mal gálico, el parto, flemón, erisipela y para las ventosas. En el siglo XX, la Sociedad Mexicana de Historia Natural la reporta para el dolor de los riñones.
Química
Esta planta se caracteriza por la presencia de triterpenos. De la raíz se han aislado las cucurbitacinas C, D, E, I y L, la isocucurbitacina B, su glucósido, el glucósido de la cucurbitacina E y el foetidissimósido A. y del fruto, las curbitacinas E, I y L.
Farmacología
El extracto etanólico obtenido de la raíz ejerce una acción antiesquistosoma al ser aplicado directamente sobre Schistosoma mansoni. Un extracto de la planta aplicado en el ratón externamente, tuvo una ligera inhibición de la penetración de S. mansoni.

## Taxonomía
Cucurbita foetidissima fue descrita por Kunth in Humb. y publicado en Nova Genera et Species Plantarum (quarto ed.) 2: 123. 1817.
Sinonimia
- Cucumis foetidissimus Hemsl. (nom inval.)
- Cucumis perennis E.James
- Cucurbita perennis A.Gray
- Ozodycus perennis (E.James) Raf.
- Pepo foetidissima (Kunth) Britton[13]